# Стратин
Стра́тин (укр. Стра́тин, пол. Stratyn, идиш סטרעטין‎) — село в Рогатинской городской общине Ивано-Франковского района Ивано-Франковской области.
До 1932 года представлял собой находящиеся рядом одноимённые город и село. Известен с 1464 года. Прославился типографией Памво Берынды начала XVII века — одной из первых русских типографий.

## География и климат

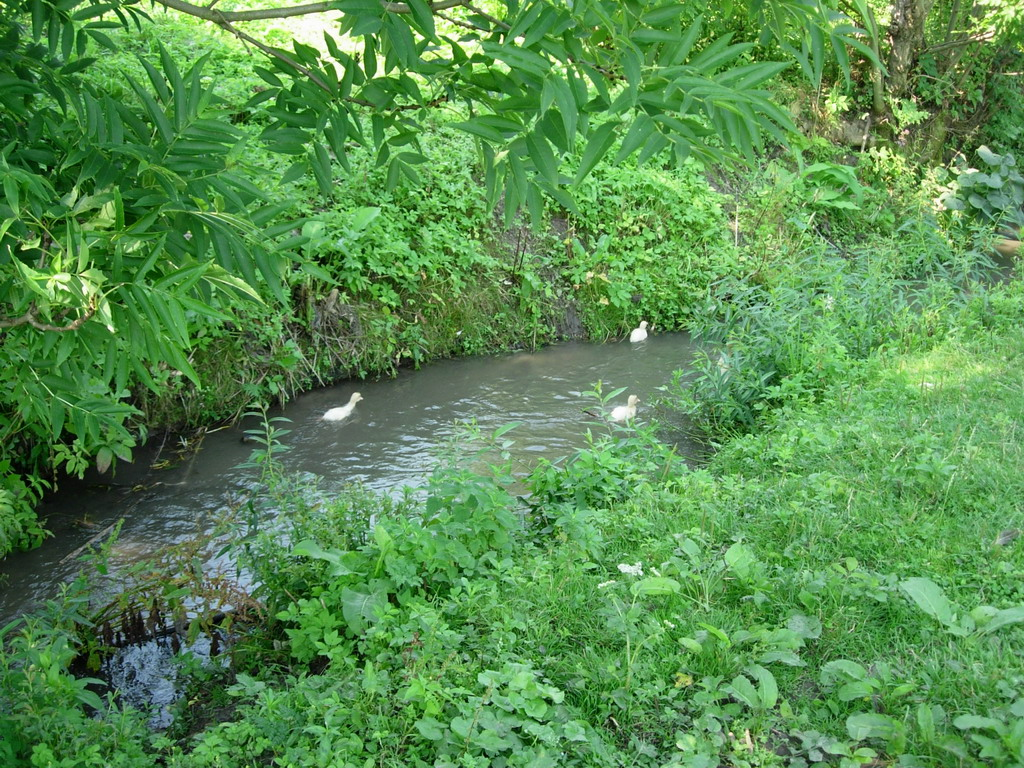
Речка Студеный Поток, протекающая через село.

Стратин расположен на самом севере Ивано-Франковской области. Центр села расположен всего в трех километрах от места стыка Ивано-Франковской, Тернопольской и Львовской областей, а само село находится на приблизительно одинаковом удалении от трех областных центров. Через Стратин протекает речка Студёный Поток (укр. Студений Потік).

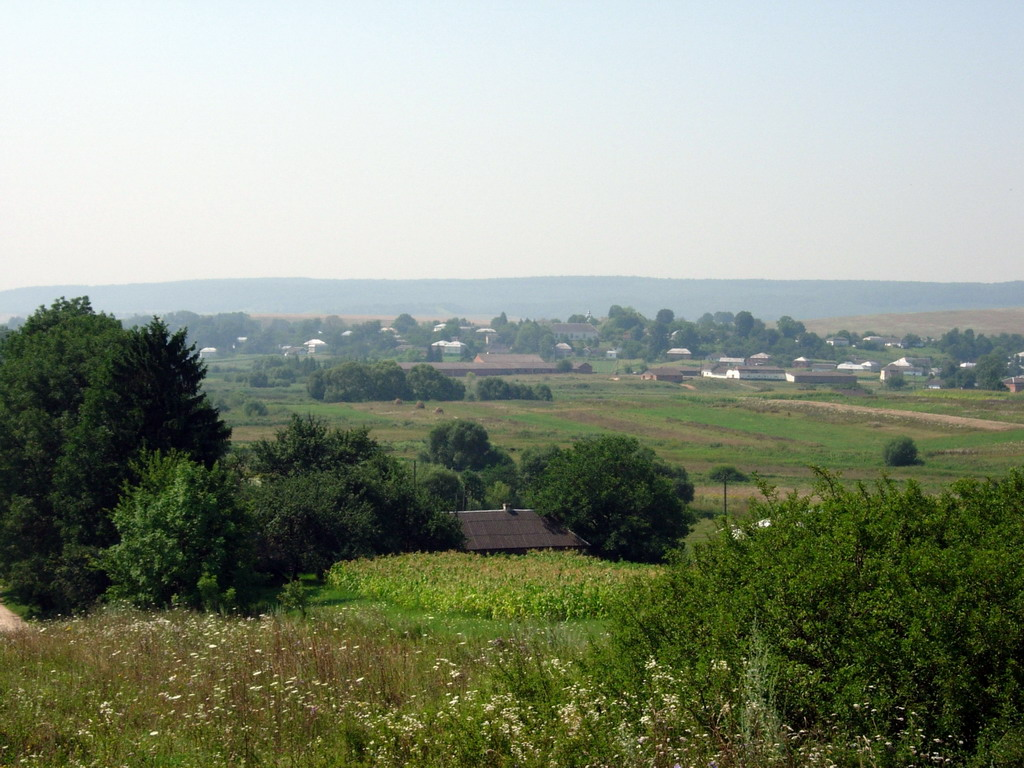
Стратин. Общий вид.

Ландшафт — характерный для Прикарпатья. Село и прилегающие сельскохозяйственные угодья и леса расположены на холмах. Климат — умеренно континентальный. Стратин окружают буковые, грабовые, сосновые и смешанные леса и лесопосадки.

## История
Первое письменное упоминание о Стратине датируется 1464 г. Однако, полагают, что укрепленное поселение на этом месте существовало задолго до этого. По одной из легенд город был основан в XIII веке одним из слуг князя Даниила Галицкого, по имени Стрята (старое название села — Стрятин). По другой версии название происходит от слова «страта», что означает «казнь», в память массовых казней, проводимых войсками хана Батыя.

Хутор Паперня, стоящий на месте типографии Памво Берынды.

К началу XVII в. Стратин стал известным галицким экономическим и культурным центром. Видный западнорусский церковный и политический деятель львовский епископ Гедеон Балабан открыл в Стратине греко-славянскую школу и типографию, — третью по счёту на Руси. В Стратинскую типографию был приглашён из Львова выдающийся деятель западнорусской культуры лексикограф, писатель, печатник и гравер Памво Берында, в ней также работали племянник Гедеона (Феодора) Балабана, Фёдор Балабан и Симеон Будзына.

Страница Требника, изданного Гедеоном Балабаном в Стратине в 1606 г.

Книги, печатавшиеся в Стратинской типографии, расходились по всей Руси. Из книг, напечатанных в Стратине, до нас дошли Служебник 1604 г. и Требник 1606 г. С 1607 г., после смерти Гедеона и Федора Балабанов, типография бездействовала, и в 1615 г. её приобрел киево-печерский архимандрит Елисей Плетенецкий, который вывез её целиком в Киев, где положил в основу знаменитой типографии Киево-Печерской Лавры.

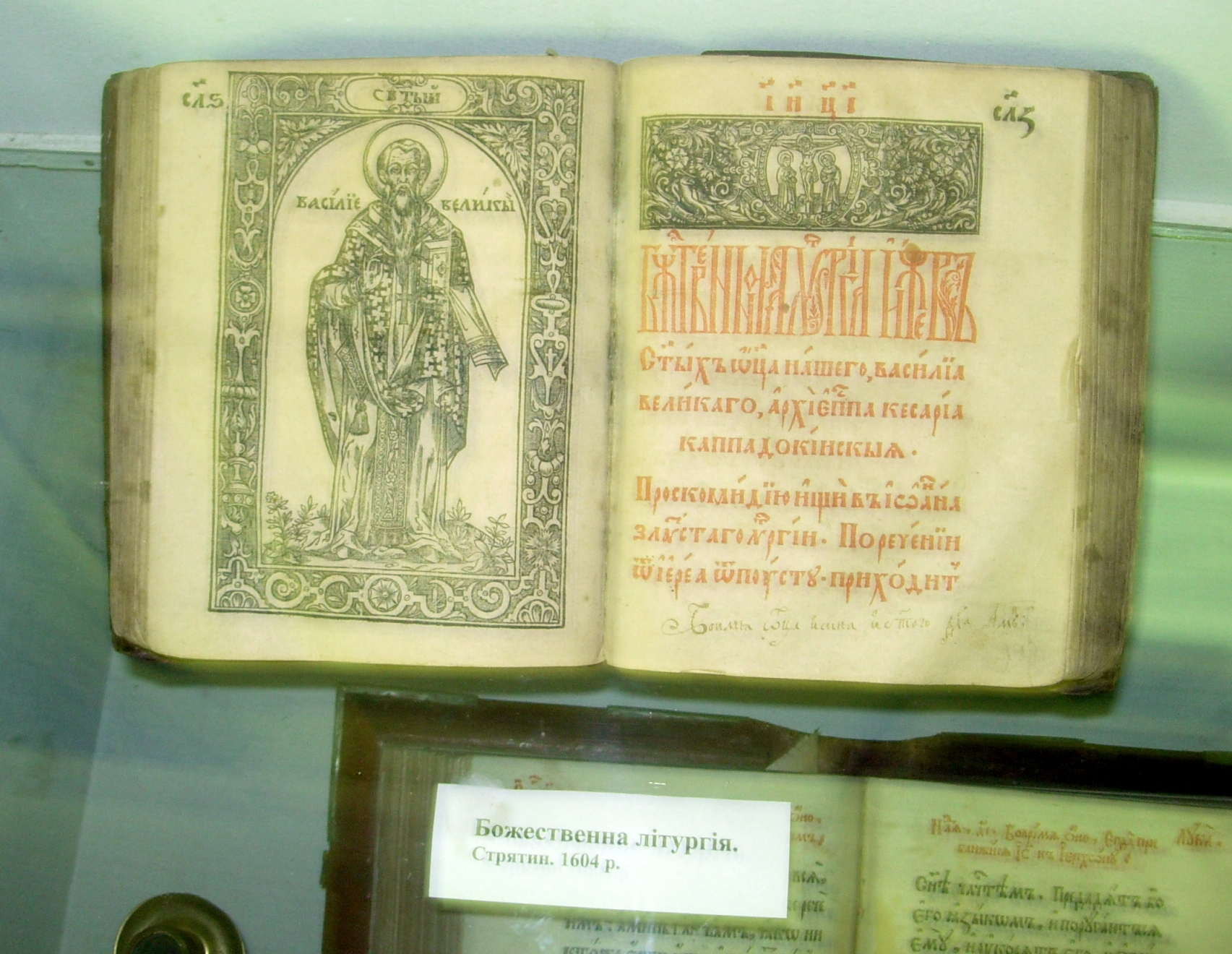
Разворот «Божественной литургии», хранящейся в одном из музеев Львова.

С деятельностью типографии связан живший в то время в Стратине украинский поэт и переводчик Гавриил Дорофеевич.

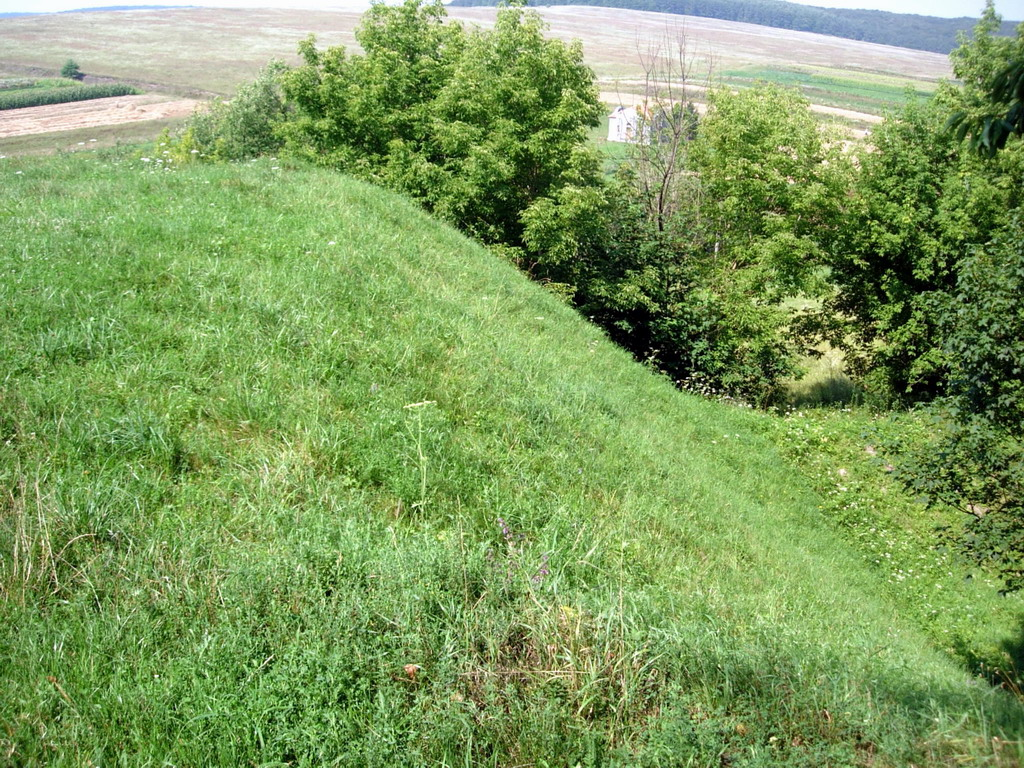
Ров и вал — остатки фортификационных сооружений средневекового Стратина.

В 1671 г. польский король и глава Речи Посполитой Михаил Корибут Вишневецкий удовлетворил просьбу владельца Стратина Габриеля Сылинского и даровал городу Магдебургское право, что давало стратинцам возможность проводить три ярмарки в год и по двое торгов в первый и шестой день каждой недели.
С 1671 г. Стратин существовал в виде двух смежных населённых пунктов под одним названием: город Стратин и село Стратин.

Бывший польский костел, в советское и постсоветское время использовавшийся как склад.

Ок. 1701 г. состоялся переход обеих стратинских церквей (церковь Покрова в городской части и церковь св. Алексея в сельской части) со своими парафиями в грекокатолическую веру.

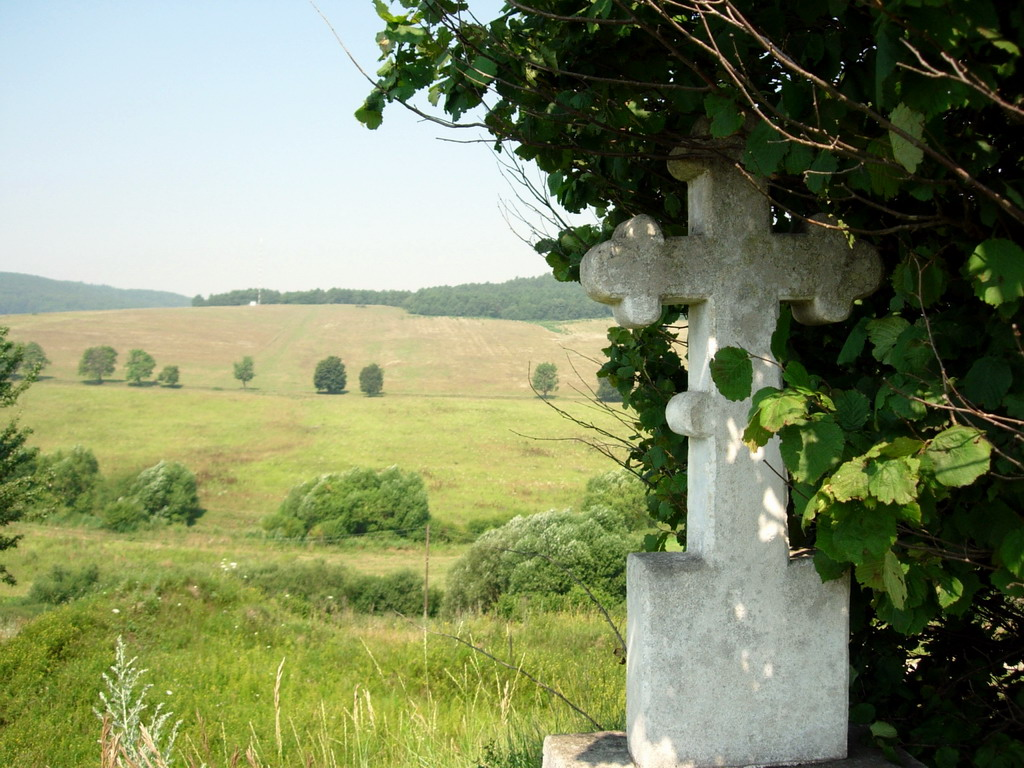
Более современная копия одного из многочисленных каменных крестов, установленных в Стратине в ознаменование отмены в Галиции крепостного права в 1848 г.

На вторую половину XIX — первую половину XX в. пришлось постепенное угасание города, как важного экономического центра. Численность населения городской части упала с 840 человек в 1880 г. до 373 в 1921 г.
С XVIII в. в городской части Стратина находилась крупная еврейская община. В 1880 г. еврейское население городской части Стратина насчитывало 593 человека, что составляло 73,8 % населения. В дальнейшем доля еврейского населения падала и к 1921 г. составила 41,6 %.
В еврейской общине города зародилась известная династия хасидов, известных как «стратинские хасиды». Династия была основана в начале XIX века раввином по имени Иуда Цви Хирш Брандвейн. Один из представителей этой династии, раввин Иуда Цви Брандвейн, живший в первой половине XIX в., был одним из самых известных и влиятельных адморов Восточной Галиции.
К началу Первой мировой войны в Стратине находились: усадьба польского владельца, польский костел, синагога (разрушена во время Второй мировой войны), кирпичная мастерская, мастерская по производству извести, несколько водяных мельниц, стоящих вдоль Студёного Потока, магазины, школа с первого по пятый классы, в которой училось 286 детей. В центре города находилась ратуша (разрушена в 1914 г.), где, помимо зала для заседаний городского совета, была также и гостиница. На сегодняшний день из перечисленного сохранился только нефункционирующий костел.
К 30-м годам XX века Стратин окончательно пришёл в упадок и утратил своё значение. Ключевую роль сыграла удаленность Стратина от крупных центров и главных магистралей, включая железную дорогу. 9 сентября 1932 года польское Министерство внутренних дел лишило Стратин статуса города.

## Стратинская топонимика
Многие стратинские места имеют собственные названия, используемые местными жителями. Эти названия часто бывают интересны с точки зрения истории и топонимики. Вот неполный список таких мест:

### Интересные исторические топонимы

На месте бывшей усадьбы польских владельцев села теперь находятся хозяйственные постройки бывшего же колхоза.

Ханова́ — часть села; согласно местной легенде, место, в котором стоял лагерем хан Батый.
Погреби́ська — хутор; ещё одно место, связываемое с нашествием войска Батыя. По местной легенде место массового погребения казненных жителей.
Папі́рня или Папе́рня (от укр. папір — «бумага») — ныне один из ближних хуторов; место, где располагалась стратинская типография. Никаких следов её не осталось.
Село́ и Мі́сто («город») — две главные части ныне единого Стратина. Даже по истечении многих десятилетий местные жители продолжают называть бывшую сельскую часть Стратина «село», а городскую — «місто». Есть также часть села, называемая Підмі́сто.
Гора За́мчеська («за́мковая гора») — один из самых высоких холмов к северу от села. Никаких остатков за́мка на горе не имеется.
За́мок — местность близко к центру Стратина, где располагалась усадьба польского пана. Из всего комплекса сохранился только костел.
Млини́ська (от укр. млин — «мельница») — местность вокруг дороги, ведущей из села вдоль Студеного Потока. Раньше там располагались водяные мельницы.
Жидівня — место, где до Второй мировой войны жило еврейское население и находилось еврейское кладбище.

### Прочие топонимы
Го́родів (хвойный лес в паре километров от села), Зрубок (дубовые посадки), Гора (место, где добывался камень и гасилась известь), Загуральня (местность «за Горой»), Верби («вербы», сейчас там расположено футбольное поле), Стави («Пруды»), Кінець («Конец»), Кут («Угол»), Голиці, Лиса гора («Лысая гора», одно из самых живописных и любимых жителями мест), Киляшковий ліс («Киляшковый лес»), дорога Довга («Долгая»), Копань, Збіч, хутора: Москалі, Добрівка, Черемшина (Кальні), Пилипці и другие.

## Современный Стратин

Машина, везущая песок с одного из стратинских карьеров.

Обретение Украиной статуса независимого государства было встречено в Стратине, как и повсеместно на Западной Украине, с большим энтузиазмом. Были отремонтированы и украшены обе стратинские церкви, на центральной площади был установлен памятник Тарасу Шевченко, в память о стратинцах, погибших в годы украинского сопротивления, были установлены большие кресты. В начале 1990-х годов на празднование Дня Независимости Украины и на религиозные праздники собиралось большое количество народа, потомки уехавших стратинцев приезжали из других городов и стран. В то же время потомки стратинских евреев восстановили на окраине села небольшой молельный дом на месте заброшенного еврейского кладбища.

Стратинская церковь Покрова Пресвятой Богородицы и памятные кресты.

Центр села. Площадь перед памятником Тарасу Шевченко.

Часовня.

Однако очень скоро Стратин разделил судьбу многих других западноукраинских сел. Многие молодые люди уехали из села в поисках заработков либо в города, либо за границу: в основном, в Италию, Испанию и Португалию. Рождаемость снизилась. Население Стратина резко сократилось и постарело. В стратинской средней школе каждый год количество учащихся снижается. Перестала существовать стратинская футбольная команда «Керамик», игравшая в районной лиге.
В 2000-е годы исчезло коллективное землепользование в Стратине. Сначала на основе стратинского колхоза было организовано сообщество землепользователей, возглавляемое прежними колхозными руководителями. Жизнеспособным такое сообщество не оказалось: часть сельхозтехники пришла в полную негодность, часть была разграблена, а часть ушла за долги вместе с поголовьем бывшего колхозного скота.
Колхозные земли, окружающие Стратин, были переданы на паи его бывшим членам, однако фактического землераспределения произведено не было. В настоящее время пахотные земли, в основном, не обрабатываются. Небольшое количество земель, арендуемых у пайщиков, обрабатывается частными лицами, сумевшими приобрести несколько единиц сельхозтехники. Бо́льшая же часть земель уже несколько лет стоит под паром.
Исторически и вплоть до последнего времени Стратин окружали несколько десятков хуторов, состоящих из одного-двух хозяйств и располагавшихся в одном-двух километрах от села. В настоящее время заселенных хуторов остались считанные единицы. Некоторые дороги заросли, а удаленные от села мосты частично обвалились и непригодны к использованию.
Ещё функционирует на неполную мощность небольшой завод по производству керамической плитки. Также не останавливается добыча песка в стратинских песчаных карьерах, причем карьеры хищнически расширяются за счёт бывших пахотных земель и лесов.

## Сообщение
В настоящее время добраться до Стратина можно на автобусе, следующем дважды в сутки от автовокзала Рогатина. Водители попутных грузовиков, перевозящих стратинский песок, также обычно не отказывают в перевозке пассажиров до села и обратно. Есть возможность добраться до Стратина и непосредственно из Львова, минуя Рогатин. В этом случае надо воспользоваться автобусом, который следует от небольшой автостанции недалеко от Лычаковского рынка и доехать до села Подусильна, находящегося во Львовской области, приблизительно в шести километрах от Стратина (это расстояние придется пройти пешком).